# 高萩インターチェンジ
高萩インターチェンジ（たかはぎインターチェンジ）は、茨城県高萩市上手綱にある、常磐自動車道のインターチェンジ。高萩市の東部に位置し、高萩市街地方面への最寄りとなるインターチェンジ。

## 歴史
- 1988年（昭和63年）3月24日：日立北IC - いわき中央IC間開通に伴い、供用開始[1]。

## 周辺
- 高萩海水浴場
- 高萩市役所
- 高萩駅（JR東日本・常磐線）
- 花貫渓谷・花園花貫県立自然公園

## 道路
- E6 常磐自動車道（13番）

## 接続する道路
- 直接接続
  - 茨城県道67号高萩インター線（茨城県道・福島県道111号高萩塙線との重用区間）

## 料金所
- ブース数：4

### 入口
- ブース数：2　
  - ETC専用：1　
  - 一般：1

### 出口
- ブース数：2　
  - ETC専用：1　
  - 一般：1

## 隣
E6 常磐自動車道
(12)日立北IC - (13)高萩IC - 中郷SA - (14)北茨城IC